# Karl Mayer (Politiker, 1819)

Karl Mayer

Karl Friedrich Mayer (* 9. September 1819 in Esslingen; † 14. Oktober 1889 in Stuttgart) war ein deutscher Jurist und Politiker.

## Leben
Karl Mayer besuchte zunächst die Lateinschule in Waiblingen und danach das Gymnasium in Heilbronn und in Stuttgart, bevor er in den Jahren 1837 bis 1843 Jura an der Universität Tübingen studierte. Dort schloss er sich 1837 der Burschenschaft Germania Tübingen an. Von 1844 bis 1845 arbeitete er bei den Gerichten in Waiblingen und Ulm, ehe er aus dem Staatsdienst ausschied, um sich an einer Blechfabrik in Esslingen zu beteiligen. Im Revolutionsjahr 1848 war er Mitglied des Landesausschusses der Vaterländischen Vereine in Württemberg. Im Jahr 1849 war er Kommissar der Reichsregentschaft im badischen Seekreis und bekam deshalb ein gegen ihn gerichtetes Verfahren wegen Hochverrats. Er floh 1849 mit seiner Familie in die Schweiz und wurde im Jahre 1852 in Abwesenheit zu zwanzig Jahren Zuchthaus verurteilt. Zunächst war er in Bern bis 1852 Lehrer an einer Knabenanstalt und betrieb dann bis 1863 ein Uhren- und Schmuckwarengeschäft in Neuchâtel. Da seine Haftstrafe 1863 durch Amnestie erlassen wurde, konnte Mayer nach Stuttgart zurückkehren, wo er nun bis 1870 Chefredakteur des Beobachters wurde. Mayer war ein Gegner der sich in diesen Jahren anbahnenden Reichsgründung unter Führung Preußens. Im Jahre 1864 gründete er zusammen mit Julius Haußmann und Ludwig Pfau die württembergische Volkspartei. Er trat als führender Redner der württembergischen Demokraten in öffentlichen Versammlungen gegen die sich abzeichnende Kleindeutsche Lösung auf.
Mayer starb 1889 an den Folgen einer Wundbrand-Infektion, zuvor war ihm wegen der Entzündung bereits ein Fuß abgenommen worden. Er wurde auf dem Stuttgarter Fangelsbachfriedhof beigesetzt.

## Politik
Bereits im Alter von 29 Jahren wurde Mayer eine Kandidatur für die Frankfurter Nationalversammlung angetragen, aber er begnügte sich mit der Rolle des Ersatzmanns. Erst in den letzten Wochen des Parlaments (vom 6. bis 18. Juni 1849) rückte er als Abgeordneter nach. In dieser Zeit tagte die Nationalversammlung schon als Rumpfparlament in Stuttgart.
Von 1868 bis 1870 saß er für Besigheim und von 1876 bis 1882 für Esslingen als Abgeordneter in der Zweiten Kammer des württembergischen Landtags. Von 1881 bis 1887 war er Abgeordneter des Wahlkreises Württemberg 12 (Gerabronn, Crailsheim, Mergentheim, Künzelsau), also der vier nördlichsten württembergischen Oberämter, im Reichstag. Mayer erfreute sich in seiner Heimat Württemberg als Politiker äußerst großer Beliebtheit und war Autor zahlreicher politischer Artikel, aber auch von Romanen und Theaterstücken.

## Familie
Mayer war der Sohn des württembergischen Juristen und Parlamentariers Karl Friedrich Hartmann Mayer (1786–1870) und der Friedericke geb. Drück (1792–1844) und hatte sechs Geschwister. 1844 heiratete er Bertha Deffner, eine Tochter des Esslinger Metallwarenfabrikanten Carl Deffner. Seit 1848 war Mayer in zweiter Ehe mit Mathilde Emilie Zenneck (1822–1901) verheiratet und bekam von ihr fünf Kinder, darunter seinen Sohn Ludwig Mayer (1851–1892), der als Vorstand der königlich württembergisch Altertümersammlung fungierte. Mayer war evangelisch.